# Rhinatrema
Rhinatrema is een geslacht van wormsalamanders uit de familie Rhinatrematidae.
De groep werd voor het eerst wetenschappelijk beschreven door André Marie Constant Duméril en Gabriël Bibron in 1841. Later werd de wetenschappelijke naam Rhinatrème gebruikt maar deze naam is afgewezen. Het was lange tijd de enige soort uit het geslacht Rhinatrema, tot in 2010 twee andere soorten aan het geslacht werden toegekend.
Er zijn tegenwoordig drie soorten, waarvan er twee pas in 2010 wetenschappelijk zijn beschreven. In veel literatuur worden deze soorten nog niet erkend. De verschillende soorten komen voor in delen van noordelijk Zuid-Amerika. De soort Rhinatrema bivittatum heeft een wat groter verspreidingsgebied, de soort Rhinatrema ron komt endemisch voor in Brazilië en de soort Rhinatrema shiv komt alleen voor in Guyana.

## Soorten
Geslacht Rhinatrema
- Soort Rhinatrema bivittatum
- Soort Rhinatrema ron
- Soort Rhinatrema shiv